# 신선초등학교
신선초등학교는 대한민국 부산광역시 영도구 신선동3가에 있는 공립 초등학교이다.

## 학교 연혁
- 1964년 3월 1일: 신선국민학교 개교(초대 교장 배종락 취임)
- 1965년 10월 30일: 남항국민학교에서 본교 신축교사로 이전(개교기념일)
- 1976년 3월 19일: 새마을 교육 우수학교 표창
- 1996년 3월 1일: 신선초등학교로 개칭
- 1996년 9월 1일: 컴퓨터실 개관
- 1998년 10월 1일: 공부방, 미술실, 음악실 개관
- 1999년 4월 6일: 학교 공원화 사업 완료(교내 수목 정비)
- 1999년 9월 27일: 소강당(개나리관) 개관
- 2000년 7월 10일: 학내 전산망 및 인터넷 전용선 구축
- 2000년 8월 30일: 본관 2중창문 공사, 천장 텍스작업 완료
- 2000년 9월 10일: 어학실 개관
- 2003년 12월 30일: 영도구청 지원 체육시설(테니스장, 배드민턴장) 및 쌈지공원 조성
- 2004년 4월 30일: 현대식 신선도서관 개관
- 2004년 8월 25일: 과학실 및 음악실 현대화
- 2004년 11월 11일: 본관 현관 캐노피 설치 공사
- 2009년 2월 17일: 영어체험실 개관 및 방송사 리모델링
- 2011년 9월 1일: 문화로 행복한 학교 도서관 리모델링
- 2012년 8월 31일: 중앙현관 준공식
- 2017년 8월 31일: 교실 친환경 마루 교체, 노후 냉난방기 교체
- 2018년 8월 31일: 동편 화장실 현대식 리모델링
- 2020년 6월 19일: 텃밭 뒤 담장보수 공사
- 2020년 6월 26일: 교실 및 특별실 총 15실 칠판 교체
- 2020년 7월 7일: 본관 동편 언덕 및 텃밭 펜스 설치 공사
- 2020년 8월 21일: 중앙현관 학생용 새 신발장 설치
- 2020년 8월 25일: 과학준비실 방수공사
- 2020년 11월 6일: 상상놀이터 개관
- 2020년 12월 30일: 1학년 교실 공간혁신 공사
- 2021년 7월 2일: 신선 꽃밭 정비
- 2021년 7월 16일: 라온마당 개장 및 음악놀이터 개소
- 2021년 12월 13일: 본관-남관 연결 파고라 준공
- 2022년 2월 28일: 학교건물 외벽 페인트 도색 공사
- 2022년 5월 3일: 신선 프레쉬웨어 가든 꽃밭 조성
- 2022년 6월 12일: 학교 건물 내외 벽화 완성
- 2022년 11월 25일: 야외학습장 설치
- 2022년 11월 28일: 학교 놀이실 바닥재 교체
- 2022년 12월 27일: 방화문·배수로 공사 완료, 3층 영어실 통로문 교체
- 2023년 7월 1일: 여름철 재해취약시설 안전 점검
- 2024년 4월 13일: 등교길 미끄럼 방지 공사
- 2025년 1월 8일: 학교 대문 옆 신호등 설치
- 2026년 2월 13일 추정: 학교 잠시 휴학

## 학교 휴학 이유
학생수 적음, 교장 퇴임
현재 신선초등학교에서 학생이 상당히 적고 2025년에는 교장도 이제 퇴임하신다고 한다. 그래서 2025년에는 교감으로 이어나갈 거라고 한다.

## 참고 자료
- 신선초등학교 - 한국교육학술정보원 학교알리미